# Heitor Sché
Heitor Sché é um político brasileiro

## Biografia
Filho de Luís Santos Sché e de Tecla Sché.
Bacharel em direito pela Universidade Federal de Santa Catarina.
Foi deputado à Assembleia Legislativa de Santa Catarina na 9ª legislatura (1979 — 1983), eleito pela Aliança Renovadora Nacional (ARENA), na 10ª legislatura (1983 — 1987), e na 11ª legislatura (1987 — 1991), eleito pelo Partido Democrático Social (PDS).
Foi presidente da Assembleia Legislativa, de 1989 a 1991.